# Loïc Perrin
Loïc Perrin (ur. 7 sierpnia 1985 w Saint-Étienne) – piłkarz francuski grający na pozycji defensywnego pomocnika.

## Kariera klubowa
Perrin urodził się w mieście Saint-Étienne. Karierę piłkarską rozpoczął w szkółce tamtejszego klubu AS Saint-Étienne. W 2003 roku awansował do kadry pierwszej drużyny, a 15 sierpnia zadebiutował w drugiej lidze francuskiej w wygranym 2:1 domowym meczu z FC Lorient. W całym sezonie rozegrał 7 meczów i awansował z Saint-Étienne do Ligue 1. W pierwszej lidze Francji swoje pierwsze spotkanie rozegrał 14 sierpnia w meczu z RC Lens (0:3). Natomiast pierwszą bramkę na boiskach ligowych zdobył w sezonie 2005/2006, 1 października 2005 w zwycięskim 3:0 meczu z UC Le Mans. Przed rozpoczęciem sezonu 2007/2008 został mianowany kapitanem „Zielonych” po odejściu do RC Lens Juliena Sablé’a. Na koniec sezonu zajął z ASSE 5. miejsce w lidze, najwyższe w swojej dotychczasowej karierze zawodniczej.
| Sezon   | Klub             | Kraj    | Rozgrywki | Mecze | Bramki | Rozgrywki Europy | Mecze | Bramki |
| ------- | ---------------- | ------- | --------- | ----- | ------ | ---------------- | ----- | ------ |
| 2003/04 | AS Saint-Étienne | Francja | Ligue 2   | 7     | 0      | –                | –     | –      |
| 2004/05 | AS Saint-Étienne | Francja | Ligue 1   | 16    | 0      | –                | –     | –      |
| 2005/06 | AS Saint-Étienne | Francja | Ligue 1   | 27    | 2      | Liga Europy UEFA | 2     | 0      |
| 2006/07 | AS Saint-Étienne | Francja | Ligue 1   | 10    | 0      | –                | –     | –      |
| 2007/08 | AS Saint-Étienne | Francja | Ligue 1   | 35    | 2      | –                | –     | –      |
| 2008/09 | AS Saint-Étienne | Francja | Ligue 1   | 14    | 0      | Liga Europy UEFA | 4     | 1      |
| 2009/10 | AS Saint-Étienne | Francja | Ligue 1   | 18    | 2      | –                | –     | –      |
| 2010/11 | AS Saint-Étienne | Francja | Ligue 1   | 27    | 4      | –                | –     | –      |
| 2011/12 | AS Saint-Étienne | Francja | Ligue 1   | 11    | 0      | –                | –     | –      |
| 2012/13 | AS Saint-Étienne | Francja | Ligue 1   | 34    | 2      | –                | –     | –      |
| 2013/14 | AS Saint-Étienne | Francja | Ligue 1   | 34    | 6      | Liga Europy UEFA | 3     | 1      |
| 2014/15 | AS Saint-Étienne | Francja | Ligue 1   | 10    | 0      | Liga Europy UEFA | 7     | 0      |

Stan na: 11 grudnia 2014 r.

## Kariera reprezentacyjna
W latach 2003–2004 Perrin rozegrał dwa mecze i zdobył jednego gola w reprezentacji Francji U-19. Natomiast w latach 2004–2005 wystąpił w czterech meczach kadry U-21.